# Кансикас, Туомас
Туомас Кансикас (фин. Tuomas Kansikas; род. 15 мая 1981, Валкеала, Кюми) — финский футболист, игравшей на позиции левого защитника.

## Клубная карьера
В период с 2004 по 2008 год был игроком МюПа-47. С 2008 по 2014 год был игроком футбольного клуба ХИК.

## Достижения
- Чемпион Финляндии: 2005, 2009, 2010, 2011, 2012, 2013
- Обладатель Кубка Финляндии: 2004, 2008, 2011